# Duathlon off road
Il duathlon off road è la versione fuori strada del duathlon, uno sport che prevede generalmente una frazione iniziale e finale di trail running ed una frazione intermedia in mountain bike (nel duathlon viene utilizzata invece la bici da corsa).
Il duathlon off road viene svolto in territori montani o collinari, dove il campo di gara è rappresentato da sentieri o da piste di strada sterrata.
Questa disciplina avvicina gli appassionati di trail e di mountain bike alla pratica del duathlon.
La gara può essere prevista per partecipazione singola o in coppia. Nel primo caso l'atleta dovrà affrontare tutte le frazioni, trail running e mountain biking. Nel secondo caso si potrà partecipare in coppia, dove un atleta si impegnerà nel trail running e l'altro della frazione in mountain bike, costituendo una vera e propria staffetta.